# Viadukt Almond Valley
Viadukt Almond Valley (anglicky Almond Valley Viaduct také Ratho Viaduct, Newbridge Viaduct; místní mu říkají jednoduše The Arches) je železniční kamenný obloukový most, který leží na hranici mezi Západním Lothianem a Edinburghem na železniční trati mezi Edinburgem a Glasgowem ve Skotsku. Délkou 2,4 km a 36 oblouky patří mez nejdelší viadukty ve Skotsku. V roce 1971 byla stavba zapsána na seznam skotského kulturního dědictví v nejvyšší kategorii A.
Vzhledem k tomu, že se nachází mezi městy Broxburn (v Západním Lothianu) a Newbridge / Ratho (na obvodu městské rady města Edinburghu, je viadukt někdy znám pod těmito názvy (Ratho Viaduct, Newbridge Viaduct); bezprostředně na západě se však nachází další Broxburnský viadukt, který převádí stejné železniční tratě přes silnici A89 a Brox Burn, a kousek jižněji další viadukt přes řeku Almond na příjezdu do Newbridge / Ratho, po němž vede železnice North Clyde Line, který je častěji označován jako Birdsmilský viadukt (k možnému zmatku přispívá i to, že Broxburn Viaduct je některými považován za součást Almond Valley Viaduct a k nemovitostem, které propůjčily své jméno Birdsmillskému viaduktu, vede stejnojmenná silnice z dálnice A89 pod Broxburnský viadukt). Oba tyto mosty jsou rovněž památkově chráněné.

## Historie
Viadukt převáděl nově budovanou železnici Edinburgh and Glasgow Railway (dnes trať Glasgow–Edinburgh via Falkirk) přes řeku Almond. Práce na mostě byly zahájeny v únoru 1839 firmou John Gibb & Son z Aberdeenu a výstavba probíhala do roku 1841. Viadukt navrhl inženýr John Miller a postavil jej John Gibb. Otevření železnice i viaduktu bylo 18. února 1842. 

## Popis
Viadukt byl navržen tak, aby železnice byla co nejpřímější, s plánovaným maximálním sklonem 1:880, což zajistilo, že Edinburgh and Glasgow Railway byla v té době nejpřímější hlavní tratí ve Velké Británii.
Cihlový obloukový most převádí dvoukolejnou trať přes řeku Almond. Oblouky mají rozpětí 15,2 m a maximální světlou výšku 21 m. Pilíře byly původně duté, ale se vzrůstající rychlostí vlaků byly v padesátých letech 20. století vyplněny betonem. V roce 1988 byl most dodatečně vyztužen ocelovými pásy, které jsou umístěny kolem oblouků.